# Ctesias
Ctesias din Knidos (grecește, Κτησίας) a fost istoric și medic grec, care a trăit prin secolul al V-lea î.Hr.

## Biografie
Datele biografice sunt nesigure. Ca surse s-au folosit relatările lui Diodor din Sicilia și Ioannis Tsetses.
S-a născut în Knidos (Asia Mică) și proveninea din familia asclepiazilor
Timp de 17 ani, este medicul lui Artaxerxes al II-lea, rege persan. Îl însoțește pe acesta în bătălia de la Cunaxa. Moare după întoarcerea în Knidos, se pare că după 398 î.Hr..

## Activitate
Ctesias este autorul mai multor lucrări istorice referitoare la India și Persia. Multe din acestea au dispărut.
Câteva din titlurile cunoscute:
- Perì orôn ("Despre munți"), citat de Plutarch
- Peri potamôn ("Despre fluvii"), citat de Plutarch
- Períplous Asías ("Periplu asiatic"), menționat de Ștefan din Bizanț[4], probabil o anexă a Istoriei Persiei.
- Perì tôn katà tên Asían phórôn ("Despre triburile Asiei")

### Istoria Persiei
Istoria Persiei (Περσικά / Persika) a fost redactată având ca punct de plecare notele luate de Ctesias în timpul șederii sale în Persia.
Lucrarea se compune din 23 de cărți. Primele șase se constituie ca o istorie a acelei zone, de la asirieni până la Imperiul Persan. Următoarele șapte volume conțin istoria Persiei până la Xerxes I, iar ultimele zece ajung cu relatarea până în momentul plecării lui Ctesias în Knidos.